# 蓝胡子公爵的城堡

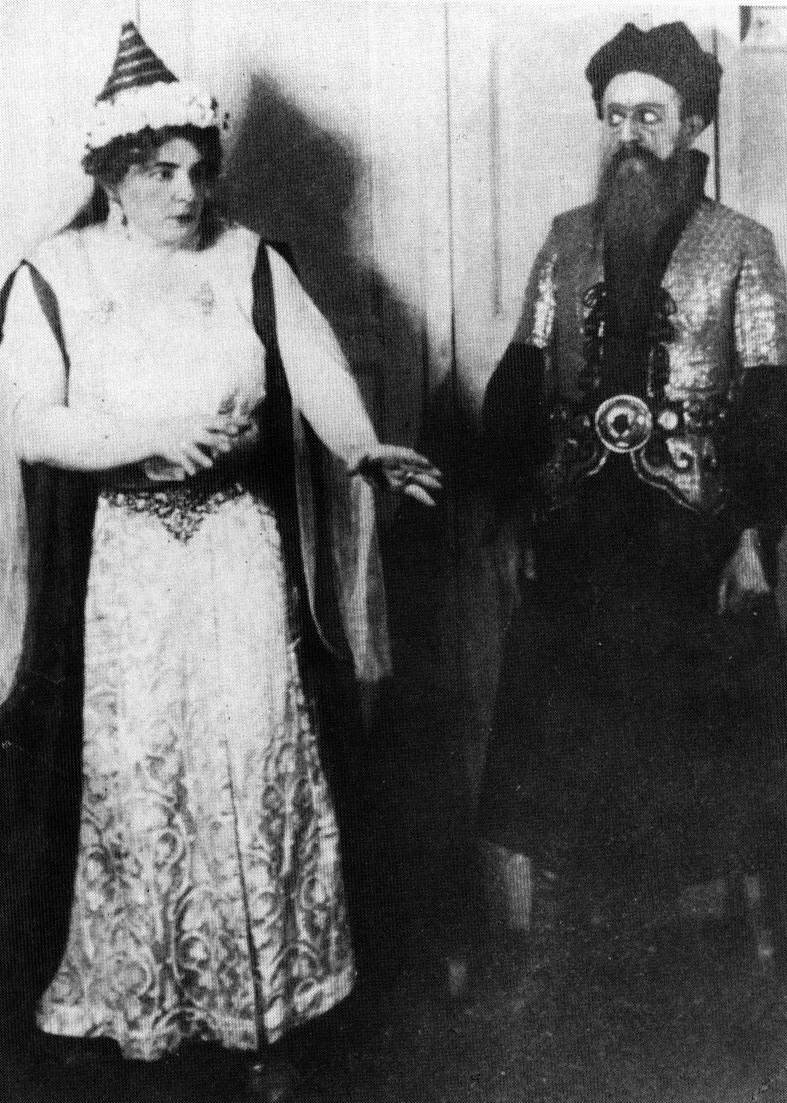
《蓝胡子公爵的城堡》中的一幕

蓝胡子公爵的城堡（Duke Bluebeard`s Castle）是匈牙利作曲家巴托克的一部著名的歌剧作品，其于1918年5月24日，在布达佩斯歌剧院首演，由鲍拉日（Béla Balázs，1884-1952）编写脚本。

## 創作背景
這部歌劇取材自夏爾佩羅1697年的故事集《鹅妈妈的故事》中的蓝胡子，並對於原著進行了一些改變。佩羅的這個故事激發了許多作曲家的靈感，其中著名的有格雷特里的《藍鬍子拉烏爾》、奥芬巴赫的《藍鬍子》、迪卡斯的《阿麗安與藍鬍子》以及雷兹尼切科的《藍鬍子騎士》，而其中尤以巴托克的這部《藍鬍子公爵的城堡》比較特别。首先，尤迪絲打開七道門並不是乘藍鬍子外出时，而是兩個人同時在場，其次是對於血跡的處理，最大的區别是歌劇中藍鬍子並没有殺死自己的前妻，而是把她們活活的囚禁起来。這部歌劇如巴托克其他的一些舞台作品一樣，其内容中蕴含的是一种更深層次的寓意，
雖然巴托克的歌劇創作受到了穆索爾斯基、亞纳切克、德彪西等人的影響，但《藍胡子公爵的城堡》的創作风格更貼近於勛伯格的作品。在這部歌劇中，巴托克僅用了兩位歌者，也没有合唱，但是他的管弦樂配制龐大，全劇有一個漸强到漸弱的過程，第五個房間是全劇的中心，管弦樂全奏。宣敘調和咏嘆調没有明顯的區分，旋律注重匈牙利語的發音，很難譯成外語演唱。

## 剧情大纲
一种古老的旋律在寂静中缓缓响起，穿着古怪的小人（口白）讲起了蓝胡子公爵（Duke Bluebeard，男低音）的传说，那是一座城堡……
蓝胡子公爵带着自己的新妻子尤迪丝（Judith，此女高音）回他的城堡，这座城堡跟尤迪丝父亲的房子像两个极端，这裡阴森森的，没有一点热气。巨大的门在他们身后合拢，蓝胡子公爵问他的新娘是否会离开他，尤迪丝表示自己将永远与他在一起。
城堡中十分漆黑、冰冷、阴郁，这里没有窗户，墙壁上湿漉漉的，仿佛是房子的眼泪。尤迪丝对蓝胡子说她会为他们的家带来光明和温暖，但公爵回答说那不可能发生。尤迪丝看到走廊裡的七道门，每一扇门上都有一把巨大的锁，她走到第一扇门外，听到了奇怪的叹息声，她要求公爵把门打开，公爵给她一把钥匙。
第一扇门
尤迪丝打开门，一道刺眼的暗红色的光飞散出来，这是一间恐怖的刑讯室，墙壁上血迹斑斑。尤迪丝回头对蓝胡子公爵说，因为她爱自己的丈夫，所以要将七道门都打开来看一看。
第二扇门
打开的门后闪着黄色的光，这个房间是武器库，武器都被刺鼻的鲜血覆盖着。
第三扇门
金色的光几乎使人眼盲，城堡裡所有的财宝都推积在这里，像小山似的金子和珠宝周围是一个个小血潭。
第四扇门
这道门后是一个花园，种满了百合、荷兰石竹和玫瑰，花儿沐浴着柔和的蓝绿色的光，尤迪丝对蓝胡子说这是她见过的最美丽的花园。但是这些花都疯狂的生长，它们根植的泥土浸泡在鲜血中。
第五扇门
随着每一道门的打开，都有一股彩色的光照亮城堡大厅。第五扇门一打开，放出眩目的光芒，墙上是一扇巨大的窗户，从这里可以看见蓝胡子公爵的整个领地。公爵感谢尤迪丝为他的城堡带来了光明，从此他的城堡将被音乐和温暖围绕，接着，他深情地说自己深爱着尤迪丝。但是，蓝胡子希望尤迪丝不要打开另外两扇门，因为当那两扇门打开，所有的光将消失，城堡又会恢复黑暗。尤迪丝要求钥匙。
第六扇门
当尤迪丝把钥匙插在第六扇门上的时候，蓝胡子公爵仍在求她不要打开门。但尤迪丝还是将门打开了，这个房间是白色的，当中有一个泪池，那是蓝胡子公爵的眼泪。这时，城堡中的光渐渐黯淡了。蓝胡子要尤迪丝不要问问题，说她为城堡带来的光已经足够，但尤迪丝不肯放弃，她固执的要求打开第七道门，并问他们相遇之前公爵爱过什么人。看过了前面几个房间，尤迪丝开始相信那些关于蓝胡子公爵的传说都是真的，他杀了自己的前妻。
第七扇门
说自己必须知道真相，尤迪丝打开了第七道门，随之，刚刚她打开的第五道门和第六道门自动关闭。第七道门里照耀着银色的月光，从里面走来蓝胡子公爵的三个前妻。蓝胡子称她们是他的爱他的心，这三个女人都戴着华丽的珠宝和金色的王冠，蓝胡子站在她们的面前，形容她们是不朽的，是他王国财富的源泉，并把他的一切的献给她们。他说第一个妻子是在日出时找到的，第二个妻子是在中午时找到的，第三个妻子在日落时分，而尤迪丝则是他在午夜时发现的。蓝胡子不顾尤迪丝的反对，将第三个房间裡的珠宝戴在她的身上，并为她戴上一顶钻石王冠，说尤迪丝是他最美丽的妻子。就这样，尤迪丝戴着一身的珠宝跟在蓝胡子那三个妻子的身后消失在第七道门内。城堡中一片漆黑，蓝胡子公爵的声音冷冰冰的宣布，说从此，他又是孤独的。

## 延伸阅读
- Antokoletz, Elliott. Musical Symbolism in the Operas of Debussy and Bartók: Trauma, Gender, and the Unfolding of the Unconscious, with the collaboration of Juana Canabal Antokoletz. Oxford and New York: Oxford University Press. ISBN 0-19-510383-1
- Kroó, György. 1981. "Data on the Genesis of Duke Bluebeard's Castle". Studia Musicologica Academiae Scientiarum Hungaricae 23:79–123. (Includes facsimile of 1912 ending, amongst other things.)
- Leafstedt, Carl S.: Inside Bluebeard's Castle. Oxford and New York: Oxford University Press. ISBN 0-19-510999-6

## 外部連結
- Bluebeard's Castle：国际乐谱典藏计划上的乐谱
- English libretto （页面存档备份，存于） from the 1965 DECCA recording, to accompany the German film of the opera, Herzog Blaubarts Burg
- Hungarian libretto （页面存档备份，存于）
- Bluebard's Castle – The Birth of Cinema from the Spirit of Opera by Nicholas Vázsonyi, The Hungarian Quarterly, vol. XLVI, no. 178, Summer 2005 (includes literal translation of prolog)
- 互联网电影数据库（IMDb）上《Duke Bluebeard's Castle》的资料（英文）, the 1989 Prix Italia winning BBC production with Robert Lloyd in the title role